# طارق السطاتي
طارق السطاتي  (1991 المغرب) هو لاعب كرة قدم مغربي.